# Boér Márton

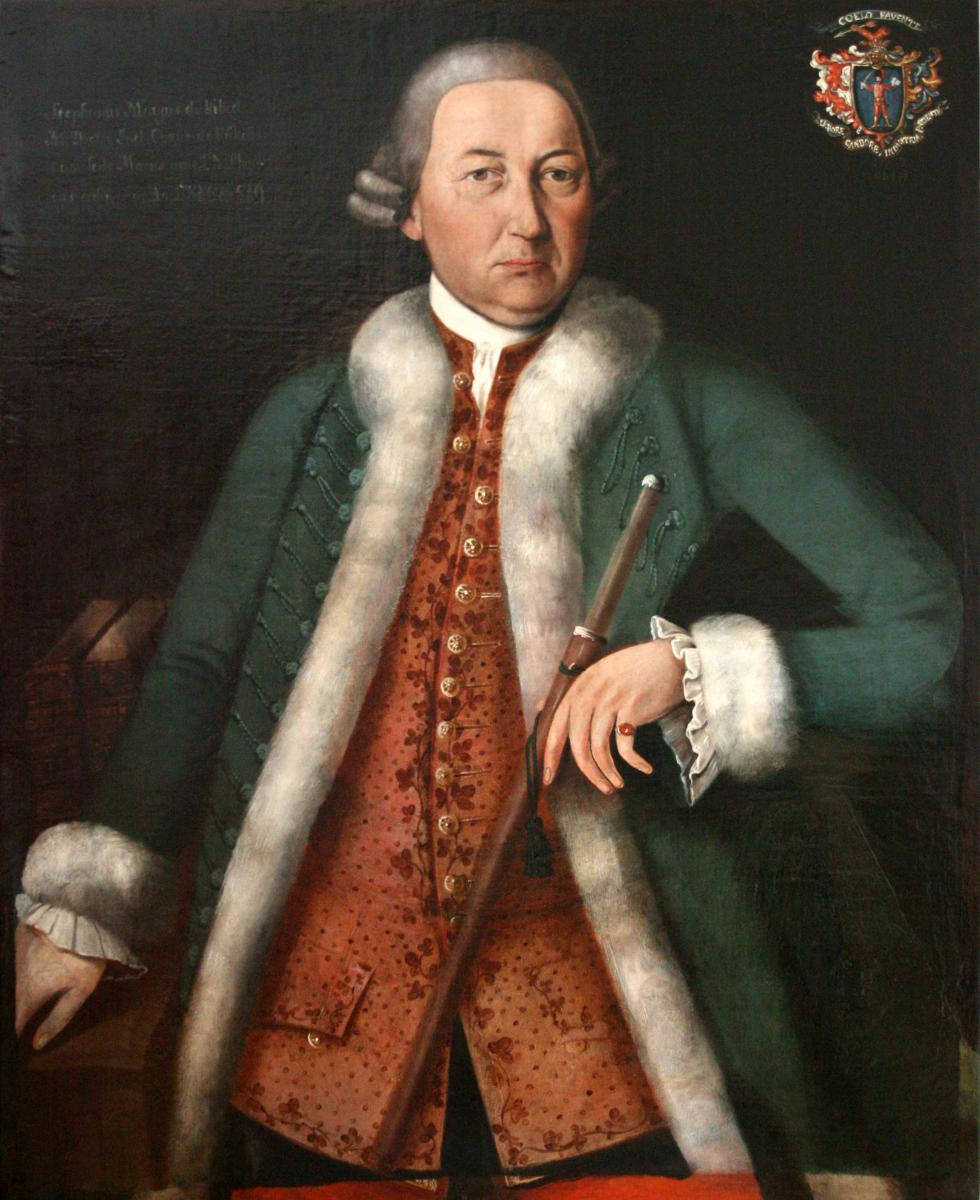
Mátyus István (1725-1796), Küküllő megye és Marosszék főorvosának portréja, 1781

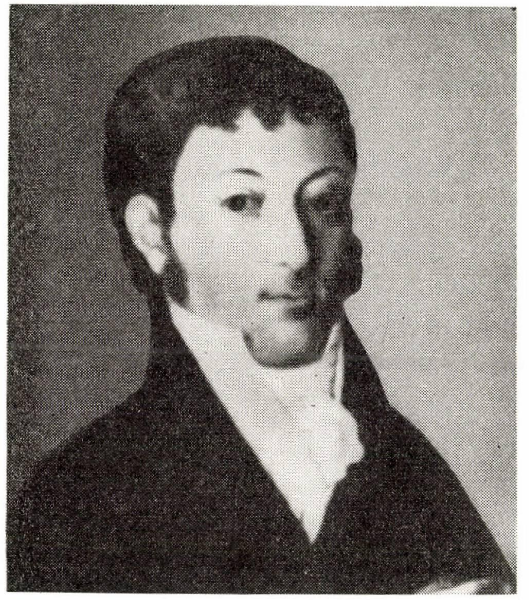
Gecse Dániel (1786-1824) marosvásárhelyi főorvos portréja Boér Mártontól, 1810

Boér Márton (Kolozsvár, 1762. – Marosvásárhely, 1830.) festő.

## Pályafutása
Fiatalon került Zsibóra Wesselényi Istvánné Dániel Polixénia gyermekei mellé nevelőnek, majd Teleki Mihály gr. sárospataki birtokán volt gazdatiszt. Az ő támogatásukkal tanult Bécsben festészetet. 1780 körül Kolozsvárt működött, később Marosvásárhelyt telepedett le. Orvosokkal keresett kapcsolatot. 1800-ban  Kovács Antal orvos pártfogásával a városi képviselőtestület
tagjává választották. 1809-1810-ben városi számadó tisztviselő. Ezután csak a festészettel foglalkozott. Neves tudósok arcképeit festette (Mátyus István, Gecse Dániel,  Aranka György, Dósa Elek és Gergely). Szoros barátság fűzte Gecse Dániel (1786-1824), Marosvásárhely "phisicus"ához, majd kórházi főorvoshoz, az Emberszereteti Intézet megalapítójához. Segített neki orvosi műszerei megtervezésében (ezek a Bolyai Múzeumba kerültek), természettudományos fejtegetéseit szívesen hallgatta.
Az egyháztól oltárképek és stációképek, a várostól a városháza falának díszítésére kapott megbízást. A munkabérekért évekig harcolt, pereskedett. Főleg portrékat festett. Vásárhelyi előjárók arcképei mellett ő készítette a kolozsvári plébániatemplom stációképeit és egy nagyméretű Szent László-oltárképet. Az 1823-as kolozsvári protokollumok szerint “már régtől fogva itt lakik”. Ebben az évben festette Hollai Ferenc guberniumi titkár temetési címereit. 1825-ben egy peres ügyét átteszik a vásárhelyi táblához, ahol azt írják “nem itteni birtokos s itt csak fest”.  Öngyilkosságot követett el.